# Michele Visentin
Pour les articles homonymes, voir Visentin.
Pas d'image ? Cliquez ici

a Compétitions nationales et continentales officielles uniquement.

b Matchs officiels uniquement.
Dernière mise à jour le 5 juin 2020.
Michele Visentin, né le 13 décembre 1991 à Paese, est un joueur de rugby à XV italien. Il évolue au poste d'ailier et joue pour le Zebre en Pro12 depuis 2014.
En janvier 2015, Visentin est appelé dans le groupe italien pour préparer le Tournoi des Six Nations.